# Laura Efrikian
Laura Ephrikian, cunoscută drept Laura Efrikian, (n. 14 iunie 1940, Treviso, Veneto, Italia) este o actriță și o prezentatoare de televiziune italiană.